# Réserve naturelle de Storøysundet–Sælabonn
La réserve naturelle de Storøysundet–Sælabonn  est une réserve naturelle norvégienne qui est située dans la municipalité de Hole dans le comté de Buskerud.

## Description
La réserve naturelle se situe au sud-ouest de Vik, dans le Tyrifjord.
D'une superficie de 5,733 km2 dont 5,38 km2 en zone maritime, elle a été créée par décret royal le 22 juin 2018 sur la base de la loi du 19 juin 2009 n° 100 relative à la gestion de la diversité de la nature. Storøysundet–Sælabonn fait partie du système de la zone de conservation des oiseaux de Tyrifjorden.
La réserve naturelle fait partie du Tyrifjord et comprend Sælabonn et Storøysundet (avec l'île Haraøya et les récifs à l'est) et vise à préserver la nature menacée et vulnérable sous la forme d'une zone humide vaste et continue d'une grande importance écologique pour les plantes et la faune. Il a une valeur particulière sous la forme de très grands dépôts du type d'habitat des ruisseaux, baies et criques, avec une production biologique élevée et une riche diversité biologique, ainsi que de vastes zones humides peu profondes qui sont d'importantes aires de repos et d'alimentation pour les oiseaux des zones humides. L'objectif est de maintenir les valeurs de conservation dans les meilleures conditions possibles et éventuellement de les développer davantage.
À Sælabonn, la circulation automobile est interdite à Svarstadvika et Svensrudvika, et autour de Stamnesskjæret et Rytteråkerskjæret il y a une zone avec une interdiction de circulation pendant la saison de reproduction. À Storøysundet, la circulation automobile est interdite à Borgenvika et Fetjarvika.